# Dzmitryj Kaczynski
Dzmitryj Kaczynski (biał. Дзмітрый Качынскі; ur. 25 sierpnia 1989) – białoruski wioślarz.

## Osiągnięcia
- Mistrzostwa Europy – Brześć 2009 – czwórka bez sternika wagi lekkiej – 10. miejsce[1].